# Borovnice (Benešovi járás)
Borovnice település Csehországban, a Benešovi járásban. Borovnice Chmelná, Čechtice, Kuňovice és Mnichovice településekkel határos. Lakosainak száma 89 fő (2024. január 1.).

## Népesség
A település lakosságának változását az alábbi diagram mutatja:
| Lakosok száma | 219  | 181  | 186  | 155  | 146  | 74   | 80   | 81   | 86   | 89   |
|               | 1869 | 1900 | 1921 | 1961 | 1980 | 2011 | 2016 | 2019 | 2021 | 2024 |